# -인
-인(영어: -ine)은 화학에서 두 종류의 물질을 나타내는 접미사이다. 첫 번째 사용법은 화학적으로 염기성이며 알칼로이드성 물질을 나타내는 데 사용되는 것이다. 이것은 프리드리히 세르튀르너의 논문을 동반한 사설에서 조제프 루이 게이뤼삭에 의해 제안되었으며, 이후에 "모르핀"으로 이름이 변경된 알칼로이드인 "모르피움(morphium)"의 분리에 설명되었다. 예로는 퀴닌(quinine), 모르핀(morphine) 및 구아니딘(guanidine) 등이 있다. 두 번째 사용법은 탄화수소의 두 번째 불포화도를 나타내는 것이다. 예로는 헥사인, 헵타인이 있다. 단순 탄화수소의 경우 이러한 용법은 IUPAC 접미사인 -아인(-yne)과 동일하다.
일반적이고 문학적인 형용사(예: asinine, canine, feline, ursine)에서 접미사는 일반적으로 "아인"으로 발음되며, 일부 단어에서는 "인"으로 발음된다. 악마의 이름(예: Levantine, Byzantine, Argentine)의 경우 일반적으로 "아인" 또는 "인"으로 발음된다. 그러나 화학에서는 일반적으로 나타내는 단어와 화자의 악센트에 따라 "이인" 또는 "인"으로 발음된다. 몇몇 단어(예: quinine, iodine  strychnine)에서 "아인" 발음은 일부 악센트에서 정상이다. 가솔린(gasoline)은 "이인"으로 끝나며, 글리세린(glycerine)은 "이인"보다 "인"으로 더 자주 발음된다. 카페인(caffeine)에서 접미사는 어근에서 "e"와 합쳐져 강세를 받는 "이인"이다. 가솔린(gasoline)과 마가린(margarine)에서 접미사는 일부 사람들에 의해 강조된다.
주기율표의 일부 원소들(즉, 17족의 할로젠 원소)은 플루오린(fluorine, F), 염소(chlorine, Cl), 브로민(bromine, Br), 아이오딘(iodine, I), 아스타틴(astatine, At), 인공적으로 생성된 테네신(tennessine, Ts)과 같은 접미사를 갖는다.
접미사 "-인(-in)"은 어원학적으로 관련이 있으며, "-인(-ine)"과 사용법이 겹친다. 많은 단백질들과 지질들은 "-인(-in)"으로 끝나는 이름(예: 효소인 펩신(pepsin)과  트립신(trypsin), 호르몬인 인슐린(insulin)과 가스트린(gastrin), 지질인 스테아린(stearin)과 올레인(olein))을 가지고 있다.

## 같이 보기
- 유기화학의 IUPAC 명명법
- -에인
- -엔
- -아인